# BRUDED
 (décembre 2022).
BRUDED (en forme longue Bretagne rurale et rurbaine pour un développement durable) est une association française créé le 17 septembre 2005.
Ouverte aux communes et intercommunalités de la région Bretagne et de la région Loire-Atlantique, c’est un réseau d’échanges entre collectivités engagées dans des projets de développement durable.

## Histoire

### Contexte
En 2001, en Bretagne, quelques équipes municipales décident de se réunir afin de suivre la déclaration du « penser global, agir local » prononcée lors du sommet de la Terre à Rio en 1992 en terme de développement durable. 
En 2004, le Conseil régional de Bretagne décide d’éco-conditionnaliser ses aides à l’aménagement et à l’urbanisme accordées aux collectivités : le FAUR (fonds d’aménagement et d’urbanisme régional) devient l’Éco-FAUR. Pour les élus c’est une nouveauté culturelle car le développement durable n’en est qu’à ses prémices et les réalisations sont peu nombreuses. La plupart des communes pionnières sont adhérentes à BRUDED. C’est ce qui décide la Région, en 2006, à soutenir financièrement les actions de BRUDED afin de favoriser le partage et l’essaimage de ces nouvelles pratiques. Ce partenariat permettra à BRUDED de se développer au fil des ans et de recruter une équipe de permanents.

### Création
L'association est créée en 2005. Les fondateurs sont Daniel Cueff, maire de Langouët, Serge Moëlo, maire de Silfiac et Charles-Edouard Fichet, maire de Saint-Brieuc-de-Mauron.

### Développement
Les autres partenaires financiers sont l'ADEME Bretagne (depuis 2007), Le Conseil départemental de la Loire-Atlantique (depuis 2008), le Conseil départemental du Finistère (depuis 2010), le Conseil départemental d'Ille-et-Vilaine (depuis 2014).
En 2010, l'association regroupe 120 communes et 2 EPCI.
En 2013, l'association organise l'évaluation en écoquartier du quartier Les Courtils à Bazouges-sous-Hédé.
En mars 2016, l'établissement public foncier de Bretagne et BRUDED s'associent afin de réunir des élus autour du thème "ré-habiter les bourgs".
En 2017, l'association compte plus de 100 villes adhérentes.
En 2019, BRUDED organise une visite de Saint-Jean-du-Doigt pour présenter un projet de revitalisation du centre-urbain.
En 2020, l'association organise une visite de Plouaret.
En 2021, l’association compte 253 collectivités adhérentes.
En 2025, une réunion a lieu à Combrit-Sainte-Marine.

## Actions
Les communes membres du réseau développent la réalisation d’un éco-lotissement en faisant appel à Bernard Menguy, architecte spécialisé dans l'architecture bioclimatique. Les élus vont se rencontrer pour réfléchir et innover ensemble sur les questions de développement durable. Dès que leurs projets commencent à sortir de terre, ils font l’objet d’une médiatisation importante qui apporte une véritable notoriété aux communes et à leurs maires,.
Les objectifs de BRUDED sont de :
- Mettre en réseau les collectivités adhérentes[16],[17].
- Partager les expériences de développement durable[18],[19].
- Promouvoir les démarches de développement durable des collectivités adhérentes et des acteurs qui les accompagnent[20].
- Rendre visible une dynamique régionale[21],[22].

Pour cela les principales actions de BRUDED sont :
- Des interventions vidéos[23].
- Des rencontres entre élus afin de pouvoir débattre sur les différents projets[24].
- Un accompagnement individuel en amont des projets afin d'optimiser la qualité du processus[25] .

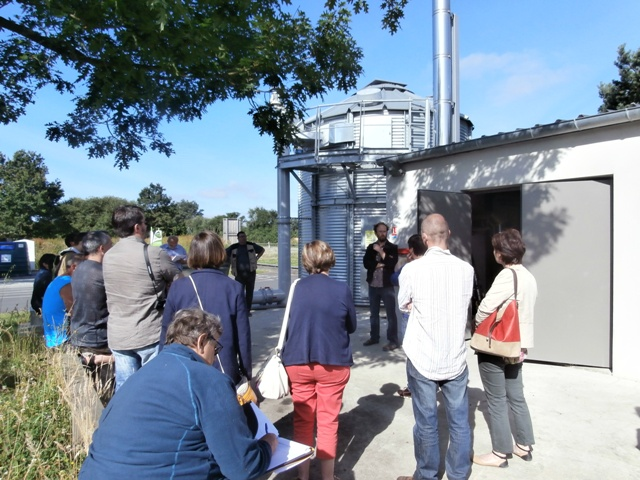
Visite de la chaufferie de Bouvron (Loire-Atlantique) en 2016.

## Organisation

### Nom
Le nom complet est Bretagne rurale et rurbaine pour un développement durable.

### Cadre juridique
BRUDED est une association à but non lucratif. Elle est reconnue d’utilité publique par décret en Conseil d’État.

### Interne
L’équipe salariée de BRUDED compte neuf personnes : sept chargé(e)s de développement réparti(e)s sur toute la Bretagne et la Loire-Atlantique ainsi qu'une chargée de communication et une chargée de suivi administratif basées au siège à Langouët.

### Moyens d'actions
Le réseau est ouverte à toutes les communes de la Bretagne historique qui peuvent partager leurs expériences positives comme celles négatives.
Au sein du réseau, les communes et intercommunalités donnent de la visibilité à leurs actions et essayent de contribuer à la dynamique régionale de développement durable.

### Liste des dirigeants
| Identité             | Période     | Période | Durée |
| Identité             | Début       | Fin     | Durée |
| -------------------- | ----------- | ------- | ----- |
| Sandrine Abgrall (d) | 29 mai 2024 |         |       |
| Isabelle Joucan (d)  | 29 mai 2024 |         |       |